# Dos meseros majaderos
Dos meseros majaderos es una película de comedia y crimen mexicana de 1966, escrita por Roberto Gómez Bolaños «Chespirito», dirigida por Gilberto Martínez Solares y protagonizada por Viruta y Capulina, junto a las actrices, Luz María Aguilar y Elsa Cárdenas, con la participación especial de Ana María de Panamá. Esta película es considerada por algunos como secuela directa de una anterior película de Viruta y Capulina, Dos criados malcriados (1960), y se menciona que su anterior empleo fue como criados, lo que sugiere una conexión entre ambas historias. Además, el cambio de escenario de una mansión a un centro nocturno donde trabajan como meseros, implica generalmente una evolución en sus roles y situaciones cómicas.

## Sinopsis
Capulina cierra su fonda al ser confundido con un asesino de policías al que logra ver que le falta un dedo. Un día Viruta lo aloja y le consigue trabajo de mesero en un cabaret donde trabaja. El Sr. Pérez, un cliente usa guantes y Capulina cree que es el asesino, pero tras numerosos líos, éste resulta ser un pretendiente de la hermana de la empleada del guardarropas y novia de Capulina, Susana, a la que hacía frecuentes regalos, los que Capulina hacía pasar como suyos. El Sr. Vandala, otro cliente del guante intenta secuestrar a Sonia, la cigarrera novia de Viruta, pero por error rapta a una vedette llamada Ana María de Panamá. Así que Viruta y Capulina la rescatan y al final, junto a Sonia y Susana, capturan a los malhechores.

## Elenco
- Marco Antonio Campos como Viruta.
- Gaspar Henaine como Capulina.
- Luz María Aguilar como Sonia.
- Elsa Cárdenas como Susana.
- Ana María de Panamá.
- Antonio Raxel como Sr. Vandala.
- Carlos Agostí como Sr. Hurtado.
- Victor Eberg como Sr. Pérez "El Asesino".
- Francisco Muller como Secuaz de Vandala.
- Fong Tu Yeen
- Juan Garza como Secuaz de Vandala
- Jorge Casanova
- Roberto Gutiérrez
- Mitzuko Miguel